# Rhopalothrix ciliata
Rhopalothrix ciliata är en myrart som beskrevs av Mayr 1870. Rhopalothrix ciliata ingår i släktet Rhopalothrix och familjen myror. Inga underarter finns listade i Catalogue of Life.

## Bildgalleri

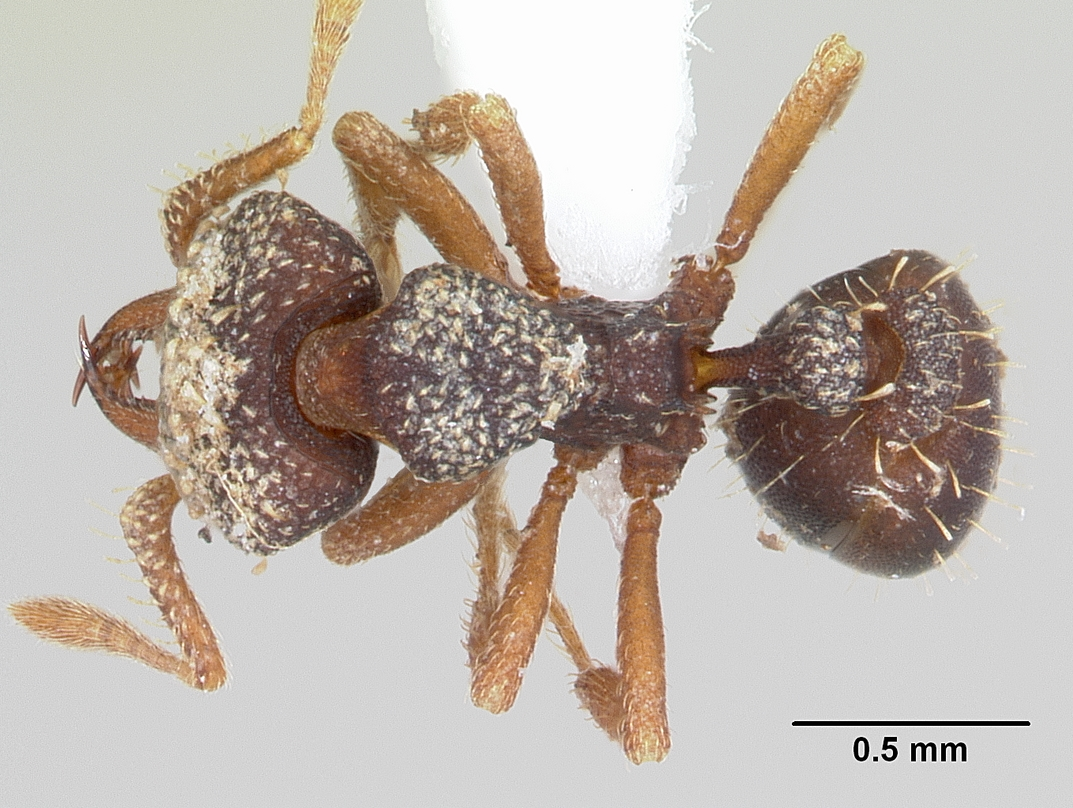
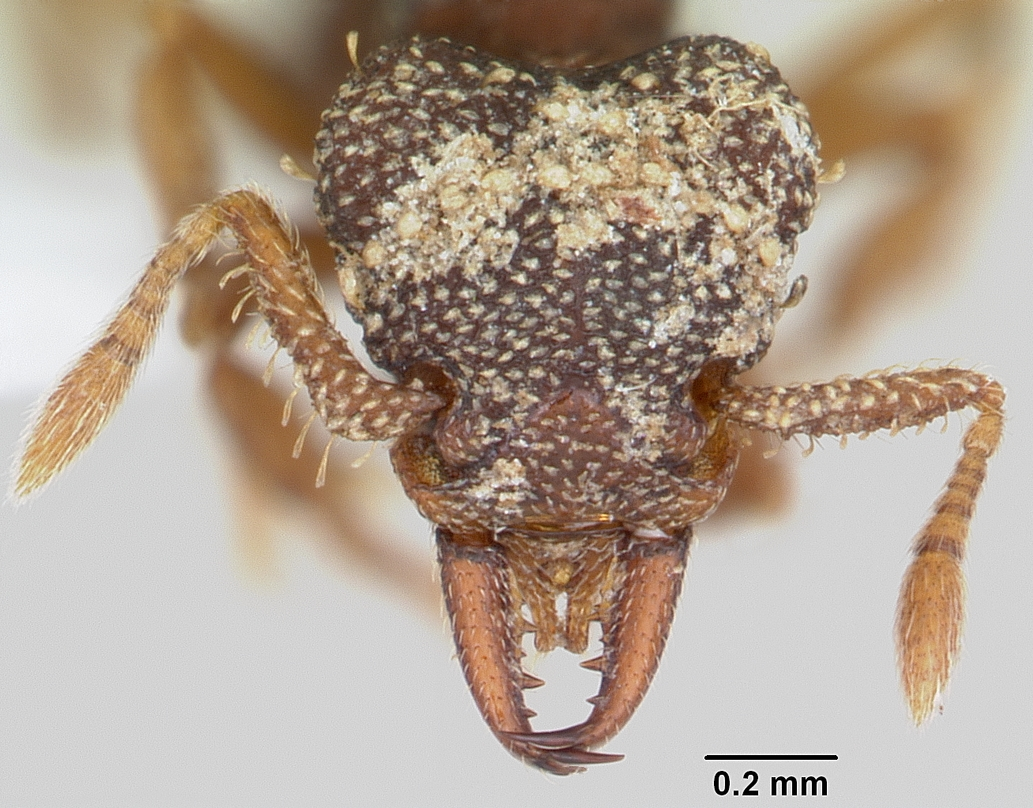
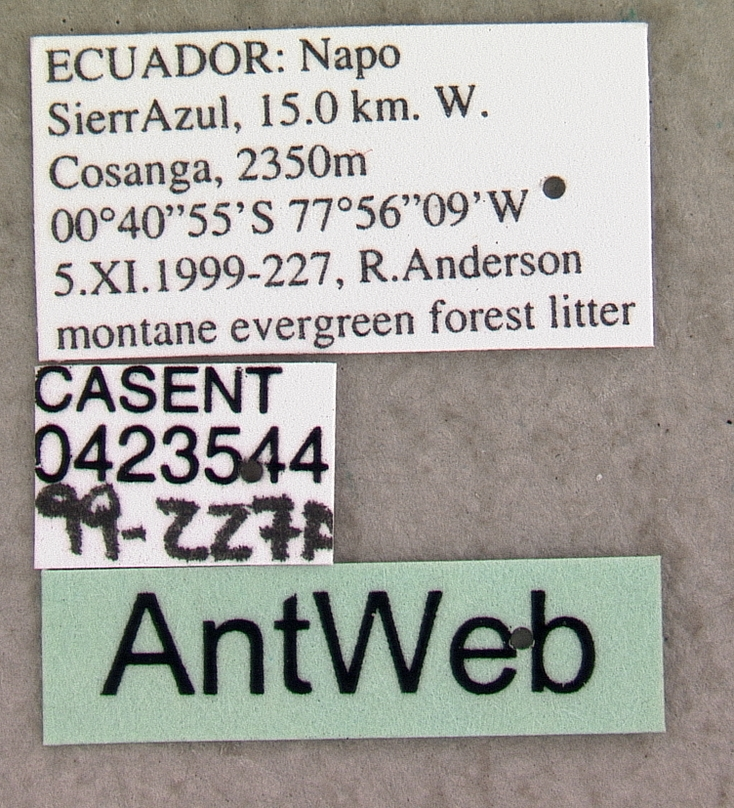
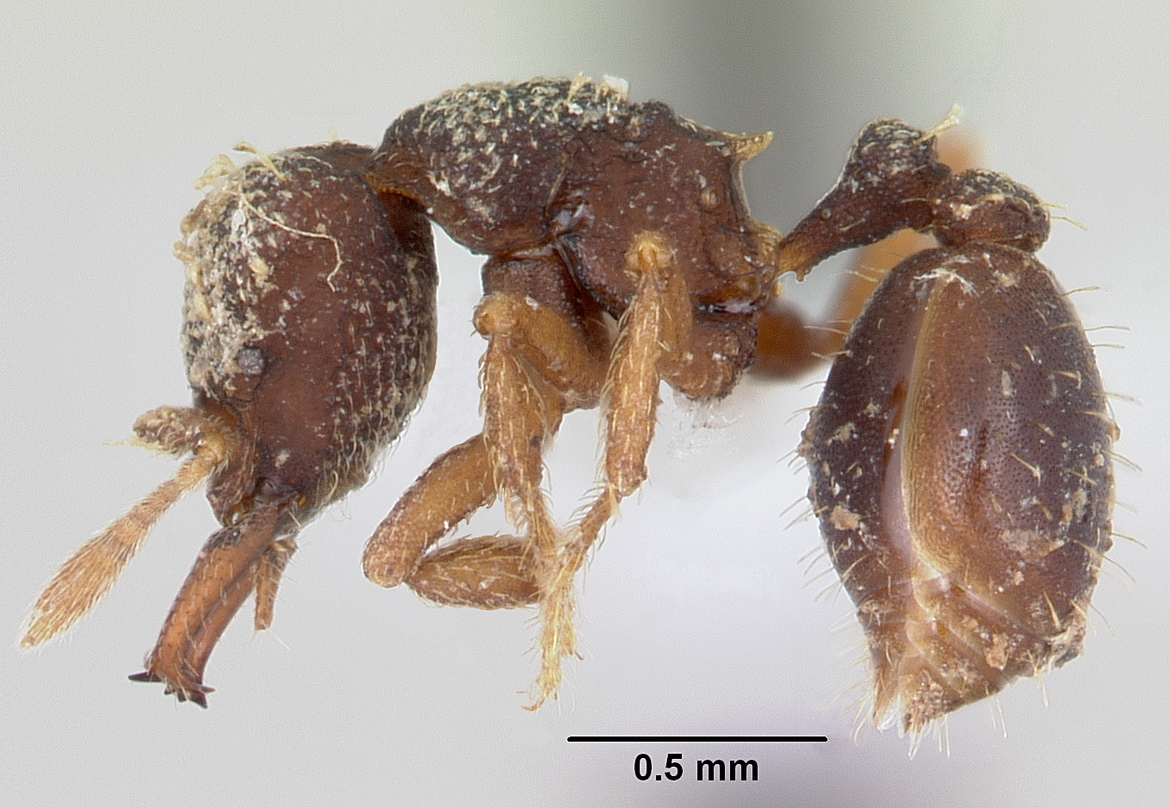